# 가치 웹
가치 웹(Value Web)은 전체시장에서 서비스 또는 상품 생산을 위한 가치사슬과 협력할 수 있는 
을 사용하는 개별적 회사의 집합이다. 전통적인 가치사슬 보다 고객 지향 적이고, 덜 직선적인 방법으로 운영된다. 고객,공급자, 그리고 동일 산업 혹은 관련 산업의 다른 교역 파트너의 비즈니스 프로세스들을 동기화시킬 수 있다. 공급과 수요의 변화를 유연하게 할 수 있다. 기업은 고객에게 요청 받은 제품이나 서비스를 적절한 가격과 적절한 장소에서 빠르게 의사 결정을 할 수 있다.

## 같이 보기
- 가치 (경제)